# Manbuta canidia
Manbuta canidia är en fjärilsart som beskrevs av William Schaus 1914. Manbuta canidia ingår i släktet Manbuta och familjen nattflyn. Inga underarter finns listade i Catalogue of Life.